# Чаир (спортивный центр)
Спортивный центр Чаир — сербский крытый дворец спорта, расположенный в г. Нише (Сербия). Домашняя арена Женского Евробаскета 2019 и чемпионата мира по женскому гандболу 2013. В основном используется для спортивных мероприятий и концертов.

## Общая информация
Вместимость арены составляет 4800 мест для спортивных мероприятий и 6500 мест для концертов. Здесь базируется баскетбольная команда КК Константин, гандбольная команда РК Железничар 1949 и волейбольная команда ОК Ниш.
Спортивный центр был полностью реконструирован в 2011 году, так как ранее считался непригодным для проведения группового этапа мужского Чемпионата Европы по гандболу 2012 года. Реконструкция была проведена в соответствии с самыми высокими европейскими стандартами и критериями, представленными EHF, что в настоящее время делает арену самым современным спортивным залом в Сербии. Он полностью оборудован для проведения крупнейших спортивных мероприятий, отвечает высоким стандартам спортивных федераций, обеспечивая беспрепятственное расположение организаторов, зрителей, спортсменов и СМИ.
Первый матч, сыгранный в зале после реконструкции, состоялся между женскими сборными Сербии и Греции по гандболу 19 октября 2011 года в рамках квалификации чемпионата Европы по гандболу 2012 года.

## Крупные спортивные мероприятия
- Чемпионат Европы по гандболу среди мужчин 2012;
- Чемпионат Европы по гандболу среди женщин 2012;
- 2012 год - Кубок Дэвиса между Сербией и Швецией;
- Чемпионат мира по гандболу среди женщин 2013;
- Матч Кубка Федерации 2013 между Сербией и Словакией;
- Квалификация чемпионата мира 2014 по волейболу среди мужчин;
- 2017 год - Кубок Дэвиса между Сербией и Россией;
- 2018 год -  Кубок Дэвиса между Сербией и США.